# スウェーデンの憲法
スウェーデンの憲法（スウェーデンのけんぽう）は、4つの基本法（Grundlagarna）からなる、スウェーデンの国家組織や統治の基本原理を定めている。
1974年に現行の政体法が導入されるまでは、「リクスダーグ運営規則」 (法律番号 SFS 1974:153) も含めて、基本法は5つであった。それ以前に比べて「リクスダーグ運営規則」は、基本法としての重要性は低下したものの、立法機関の運営規則を定めているという性格上、基本法に準ずる法律と見なされている。
国王は国家元首ではあるものの、日本の天皇の国事行為に相当する名目的・儀礼的な権能の多くを失ったことも特徴である。これを立憲君主制とは異なる象徴君主制と位置づける説もある。ただし、元首たる国王はスウェーデン軍における最高の地位を与えられ、情報閣議によって政府からの情報提供を受け、さらには首相の任命権をこそ持たない（首相の任命は国会議長が行う）ものの、国王は特別閣議（スウェーデンにおける首相任命式）の議長を務め、国王の面前で首相の任命が行われるなど、国家元首としての儀礼的権能を完全に失ったわけではない。

## 各基本法
- 統治法 (Regeringsformen) - 法律番号 (SFS 1974:152)。1974年制定。（現行）
- 王位継承法 (Successionsordningen) - 法律番号 (SFS 1810:0926)。1810年制定。（現行）
- 出版自由法 (Tryckfrihetsförordningen) - 法律番号 (SFS 1949:105)。1949年制定。（現行）
- 言論自由法 (Yttrandefrihetsgrundlagen) - 法律番号 (SFS 1991:1469)。1991年制定。（現行）
  - リクスダーグ運営規則 (Riksdagsordning) - 法律番号 (SFS 1974:153)。1991年制定。（現行）